# Magda Bäumken
Magda Bäumken, geborene Magda Vahlbruch, verheiratete Magda Bullerdiek (* 17. Oktober 1890 in Hamburg; † 23. August 1959 in Verona, Italien) war eine deutsche Theaterschauspielerin und Hörspielsprecherin.

## Leben

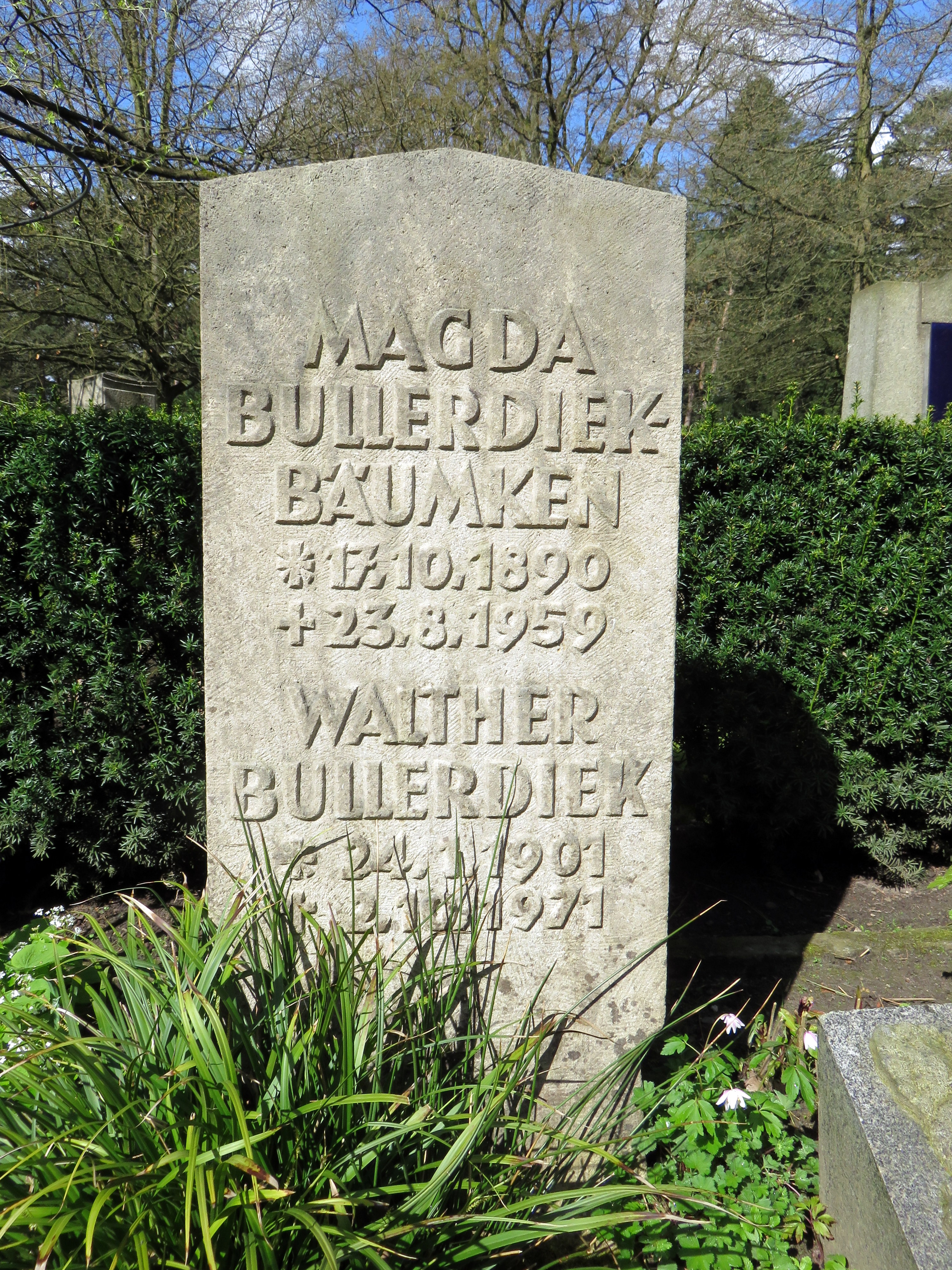
Der Grabstein von Walther Bullerdiek und Magda Bäumken im „Garten der Frauen“ auf dem Friedhof Ohlsdorf

Ihre Karriere begann am Deutschen Schauspielhaus. 1921 kam sie mehr durch Zufall zu Richard Ohnsorg an die Niederdeutsche Bühne Hamburg (seit 1946 Ohnsorg-Theater). 1944 heiratete sie ihren Bühnenkollegen Walther Bullerdiek. Auch nach dem Zweiten Weltkrieg spielte sie bis zu ihrem Tod am Ohnsorg-Theater und war dort eine der bekanntesten Schauspielerinnen. So trat sie noch 1954 in Das Herrschaftskind zusammen mit Heidi Kabel, Heini Kaufeld, Heinz Lanker, Otto Lüthje, Walter Scherau und anderen auf. Darüber hinaus war sie meist zusammen mit ihren Ohnsorg-Kollegen seit 1950 in zahlreichen Hörspielen des NWDR Hamburg, bzw. des NDR zu hören gewesen.
Magda Bäumken wurde auf dem Friedhof Ohlsdorf beerdigt. Nach Ablauf der Grabstätte wurde der gemeinsame Grabstein von Bäumken und ihrem 1979 verstorbenen Mann Walther Bullerdiek in den Garten der Frauen gebracht.

## Hörspiele (Auswahl)
- 1924: De Fährkrog – Regie: Nicht angegeben
- 1925: De Roop – Regie: Hans Böttcher
- 1926: Die Fahrt nach Helgoland – Autor: Wilhelm Ehlers; Regie: Hermann Beyer
- 1926: Pidder Lüng. Schauspill in dree Optög. Detlev von Liliencron to'n Gedenken – Regie: Hans Böttcher
- 1926: Keden. Von Kinnerleev een irnst-lustig Speel in vier AKten – Autor: Herman Heijermans; Regie: Hans Böttcher
- 1950: Till Ulenspegel – Regie: Hans Freundt
- 1950: De Schapschur – Regie: Hans Freundt
- 1950: Oprümen – Regie: Hans Freundt
- 1950: Familjenansluß – Autor: Karl Bunje; Regie: Hans Freundt
- 1950: Johannes Brahms – Autor: Martha Jochens; Regie: Hans Freundt
- 1951: Dat Redentiner Osterspill – Regie: Hans Freundt
- 1951: Versteeken spelen – Regie: Hans Freundt
- 1951: Wat waard hier späält? – Regie: Werner Perrey
- 1951: Alltomal Sünner – Autor: August Hinrichs; Regie: Werner Perrey
- 1952: Vom Fischmarkt zum Dovenfleet – Regie: Hans Freundt
- 1952: An'n Dood vörbi – Regie: Werner Perrey
- 1952: Ut de Franzosentid – Autor: Fritz Reuter; Regie: Hans Freund
- 1952: De Pott is twei (Niederdeutsche Version von Der zerbrochne Krug) – Autor: Heinrich von Kleist; Regie: Hans Freundt
- 1952: Das kommt nicht wieder! – Regie: Hans Freundt
- 1952: Ulenspegel – Kneep – Regie: Hans Freundt
- 1952: Zitronenjette – Regie: Günter Jansen
- 1952: Pott un Pann – Regie: Nicht bekannt
- 1952: De Pannkokenjung – Regie: Hans Freund
- 1952: De dütsche Slömer – Regie: Hans Freundt
- 1952: Leewen Beseuk – Regie: Hans Freundt
- 1953: Dat Jubelpaar – Regie: Hans Freundt
- 1953: De anner Weg – Regie: Günter Jansen
- 1953: Rungholt – Regie: Günter Jansen
- 1953: Wat wullt dar an maken ...? – Regie: Günter Jansen
- 1953: Wenn de Maan schient – Regie: Günter Jansen
- 1953: Das Gericht zieht sich zur Beratung zurück; Folge: Die Angst des Walter Reimers – Regie: Gerd Fricke
- 1953: De Königin incognito – Regie: Günter Jansen
- 1953: Betty geiht en eegen Weg – Regie: Günter Jansen
- 1953: Dat Motiv – Regie: Günter Jansen
- 1953: En Swien geiht üm – Regie: Günter Jansen
- 1953: Alltomal Sünner – Autor: August Hinrichs; Regie: Werner Perrey
- 1954: De grote Fraag – Regie: Hans Tügel
- 1954: Hemmingstedt Regie: Günter Jansen
- 1954: Greta – Regie: Günter Jansen
- 1954: Harten ünner'n Hamer – Regie: Hans Tügel
- 1954: Jeppe in't Paradies – Regie: Günter Jansen
- 1954: Dat Hörrohr – Autor: Karl Bunje; Regie: Günter Jansen
- 1954: Nebel – Autor: Günther Siegmund; Regie: Günter Jansen
- 1954: Eenspänners – Regie: Elly Behrendt
- 1955: Uwe un Ebba – Regie: Günter Jansen
- 1956:	De ruge Hoff – Autor: Fritz Stavenhagen; Regie: Hans Tügel
- 1956: Südamerikan'sche Wull – Regie: Günter Jansen
- 1957: Windeier – Regie: Günter Jansen
- 1957: Pinkerton – Regie: Günter Jansen
- 1957: De Möllner Gerechtigkeit – Regie: Hans Tügel
- 1959: Abelke Bleken, de Hex vun Ossenwarder – Regie: Hans Tügel